# إدوارد لورانس
إدوارد لورانس هو منافس ألعاب قوى كندي، (و. 1896 – 1961 م).

## وصلات خارجية
- إدوارد لورانس على موقع أوليمبيديا (الإنجليزية)